# 9429 Poreč
A 9429 Porec (ideiglenes jelöléssel 1996 EW1) a Naprendszer kisbolygóövében található aszteroida. Visnjan fedezte fel 1996. március 14-én.